# Щитники-Духовне
Щитники-Духовне (пол. Szczytniki Duchowne) — село в Польщі, у гміні Ґнезно Гнезненського повіту Великопольського воєводства.
Населення — 472 особи (2011).
У 1975-1998 роках село належало до Познанського воєводства.

## Демографія
Демографічна структура станом на 31 березня 2011 року:
|          | Загалом | Допрацездатний вік | Працездатний вік | Постпрацездатний вік |
| -------- | ------- | ------------------ | ---------------- | -------------------- |
| Чоловіки | 237     | 59                 | 164              | 14                   |
| Жінки    | 235     | 65                 | 135              | 35                   |
| Разом    | 472     | 124                | 299              | 49                   |